# Jedle kalifornská
Jedle kalifornská (Abies bracteata) je severoamerický jehličnatý strom z čeledi borovicovitých, z rodu jedlí, a jediný zástupce podrodu Pseudotorreya.

## Synonyma
- Abies religiosa sensu
- Abies venusta
- Picea bracteata
- Pinus bracteata
- Sequoia religiosa
- Taxodium sempervirens

## Popis
Stálezelený, jehličnatý, spíše pomaleji rostoucí (15–30 cm za rok a 1,8–4,5 m za 10 let) strom, dorůstající do výšky okolo 12–30 m. Kmen dosahuje průměru až 1 m. Větve vyrůstají z kmene v pravých úhlech, u starších stromů jsou v dolních částech koruny pokleslé. Koruna je úzce kuželovitá (věžovitá), i v pozdějších letech zavětvená až k zemi. Borka je zprvu hladká, tenká a světlečervenohnědá, později mírně rozpraskaná a rozdělená do přiléhavých šupin. Letorosty jsou krátké, mírně pokleslé, hladké až mírně chlupaté, červenohnědé, purpurovozelené či hnědé. Pupeny jsou nekryté, vejčité až vřetenovité, žlutohnědé, ostré, 10–20 mm dlouhé, bez pryskyřice a s ostrým vrcholem; základnové pupenové šupiny jsou krátké, široké, ve tvaru rovnostranného trojúhelníka, bez pryskyřice, hladké, s celými okraji a ostrým vrcholem.
Jehlice jsou 2 řadé až spirálovitě uspořádané, ploché, tuhé, dopředu směřující, 2,5–6 cm dlouhé a 2,5–3 mm široké, s vyvýšenou spodní žílou, zřetelně rozdělené, seshora leskle tmavozelené, vespod se 2 širokými bílými proužky s 8–10 řadami průduchů na každé straně středové žíly, u základny zatočené, na špičce s dlouhým trnem, na průřezu ploché až konvexní; pryskyřičné kanálky jsou malé, blízko okrajů a spodní části pokožkové vrstvy; jehlice pronikavě voní.
Samčí šištice jsou při opylování žluté až žlutozelené, 50–70 mm dlouhé a 20–30 mm široké. Samičí šištice – šišky jsou vejčité, pryskyřičnaté, zpočátku zelené, později dozráváním fialovohnědé až purpurovohnědé, na tlustých stopkách; šišky jsou 6–14 cm dlouhé a 4–5,5 cm široké; semenné šupiny jsou hladké, tenké, zaoblené, jemně vroubkované, 1,5–2 cm dlouhé a 2–2,5 cm široké; podpůrné šupiny jsou dlouze vyčnívající, trojlaločnaté, nezahnuté, žlutohnědé, pryskyřičnaté a prodloužené o 4–5 cm přes semenné šupiny. Semena jsou lesklá, hnědočervená a 5 mm dlouhá. Křídla semen jsou hnědočervená a 8–11 mm dlouhá. Děložních lístků je kolem 7. Strom kvete v květnu, šišky dozrávají a rozšiřují semena od pozdního srpna do října.

## Příbuznost
Jedle kalifornská je jediným členem podrodu Pseudotorreya z rodu jedle (Abies). Není proto blízce příbuzná s žádným jiným členem rodu jedle.

## Výskyt
Strom se vyskytuje endemicky ve státě Kalifornie, v pohoří Santa Lucia Range v USA.

## Ekologie
Jedle kalifornská je omezena na strmé, na sever a východ směřující, horské svahy a hřebeny vrchovin, dna kaňonů a na vyvýšené lavice a terasy v nadmořských výškách 213–1571 m, v oblastech, které nejsou náchylné na intenzivní požáry.
Průměrné roční srážkové úhrny v nadmořské výšce 1216 m v pohoří Santa Lucia Range se pohybují mezi 998–1000 mm. Jedle kalifornská je zde většinou součástí smíšených stálezelených lesů s různými druhy dubů, například s dubem kalifornským (Quercus agrifolia), dubem Quercus chrysolepis, opadavým dubem Quercus kelloggii, dubem Quercus wislizenii, dále s rostlinou z čeledi bukovitých Notholithocarpus densiflorus, pazeravem sbíhavým, občasně také se sekvojí vždyzelenou, borovicí Lambertovou, borovicí těžkou, borovicí Coulterovou a dalšími.
Jedle kalifornská roste většinou v půdách vzniklých z ultramafických hornin. pH půdy je 4–6 (kyselá půda), potřebuje půdy vlhčí, ale dobře odvodňované, ráda roste v polostínu, obzvláště, když je mladá. Není náročná na pěstování, snáší znečištění ovzduší (daří se jí v městských parcích – háj v Tilden Parku v Kalifornii, stromy v San Francisku a v Evropě vzkvétají) a je mrazuvzdorná do −17 °C.

## Nepřátelé a nemoci
Občas semena stromu požírá druh býložravých amerických vos chalcidek (Chalcidoidea), což strom dokáže vyřešit nadprodukcí šišek v některých letech, takže semen je potom více, než jsou vosy schopny sežrat.

## Využití člověkem
V minulosti byl strom využíván pro dřevo, dnes již není komerčně využíván. Pro svůj atraktivní vzhled a neobvyklost je velmi ceněn a pěstován v arboretech a v botanických zahradách.

## Ohrožení
Strom je organizací IUCN považován za téměř ohrožený, stav jeho populace za stabilní. Ohrožení představuje omezení jeho populace do samostatných oblastí a současně poměrně nízká rozmnožovací a regenerační schopnost v důsledku Inbreedingu (příbuzenské křížení snižující genovou variabilitu potomků stromu) a likvidace semen vosami a též ohrožení požáry pro husté zavětvení a tenkou borku (ovšem ohrožení požáry je malé, neboť se strom vyskytuje v oblastech, kde nebývají intenzivní požáry časté; ohrožení ohněm může někdy být zvýšeno v případě napadení s jedlí kalifornskou dohromady rostoucích dubů patogeny, způsobujícími fytoftorové odumírání těchto dubů, čímž může dojít ke zvýšení množství hořlavého materiálu v okolí). V budoucnu může stromu způsobit problémy současná změna klimatu (a s ní související změny v množství srážek, četnosti a intenzitě lesních požárů), pro jeho nízkou přizpůsobivost změnám prostředí. Většina populace jedle kalifornské se vyskytuje v chráněných oblastech přírodní rezervace Los Padres National Forest v Kalifornii, je tudíž v těchto oblastech chráněna a kácení pro dřevo zde neprobíhá.

## Galerie

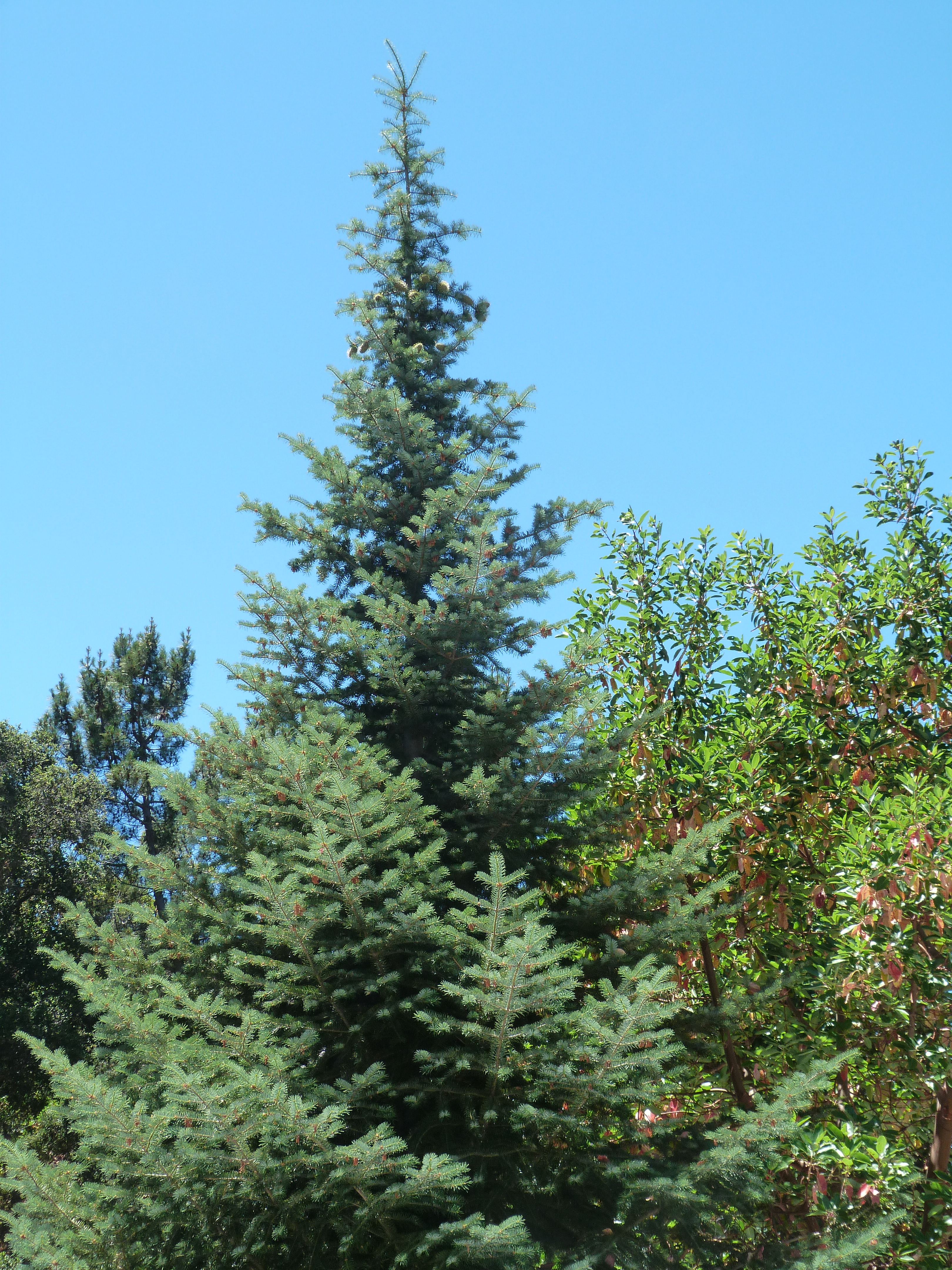
Jedle kalifornská, mladý strom.
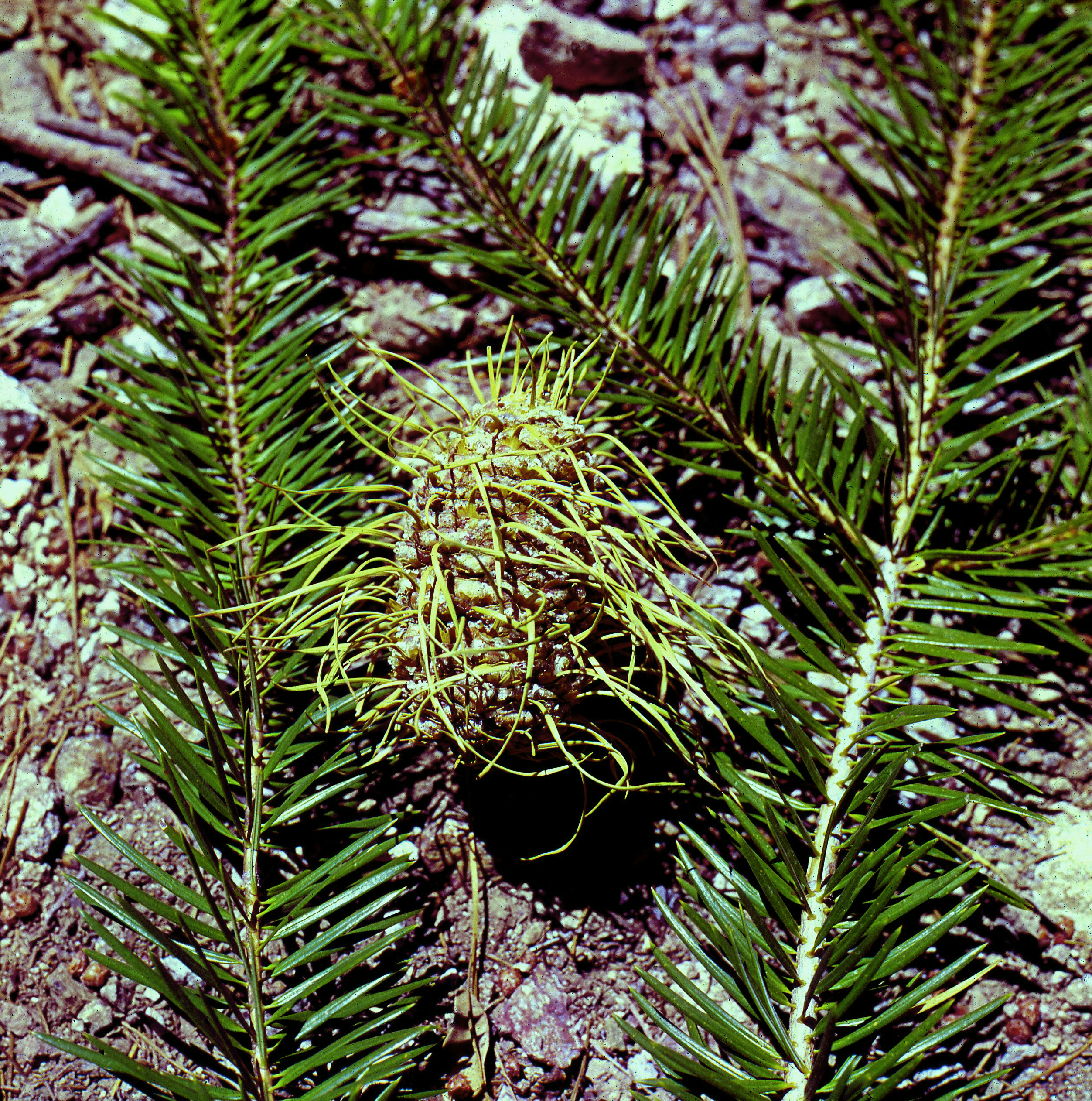
Jedle kalifornská, detail samičí šištice – šišky.
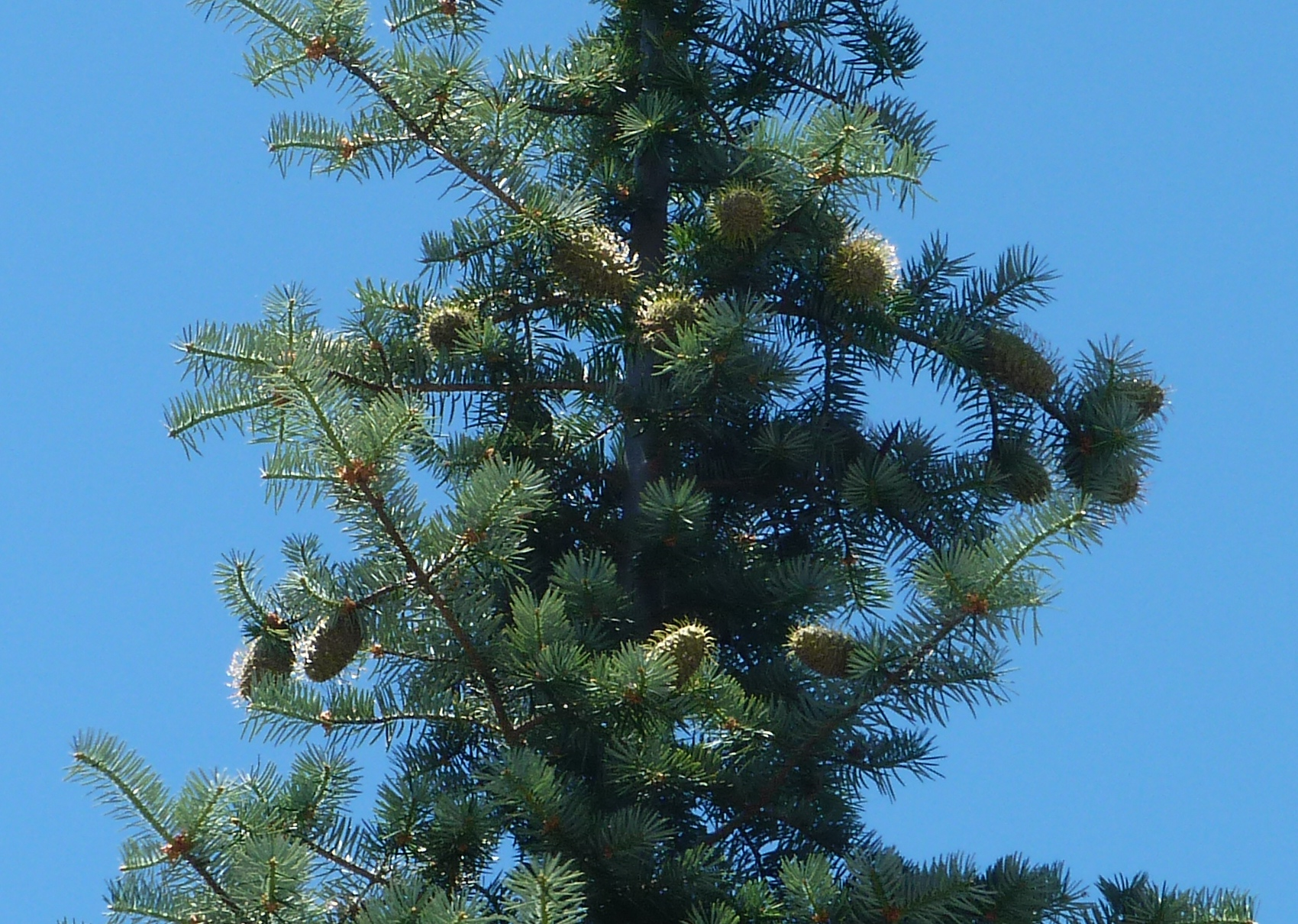
Jedle kalifornská, samičí šištice – šišky v horní části koruny.
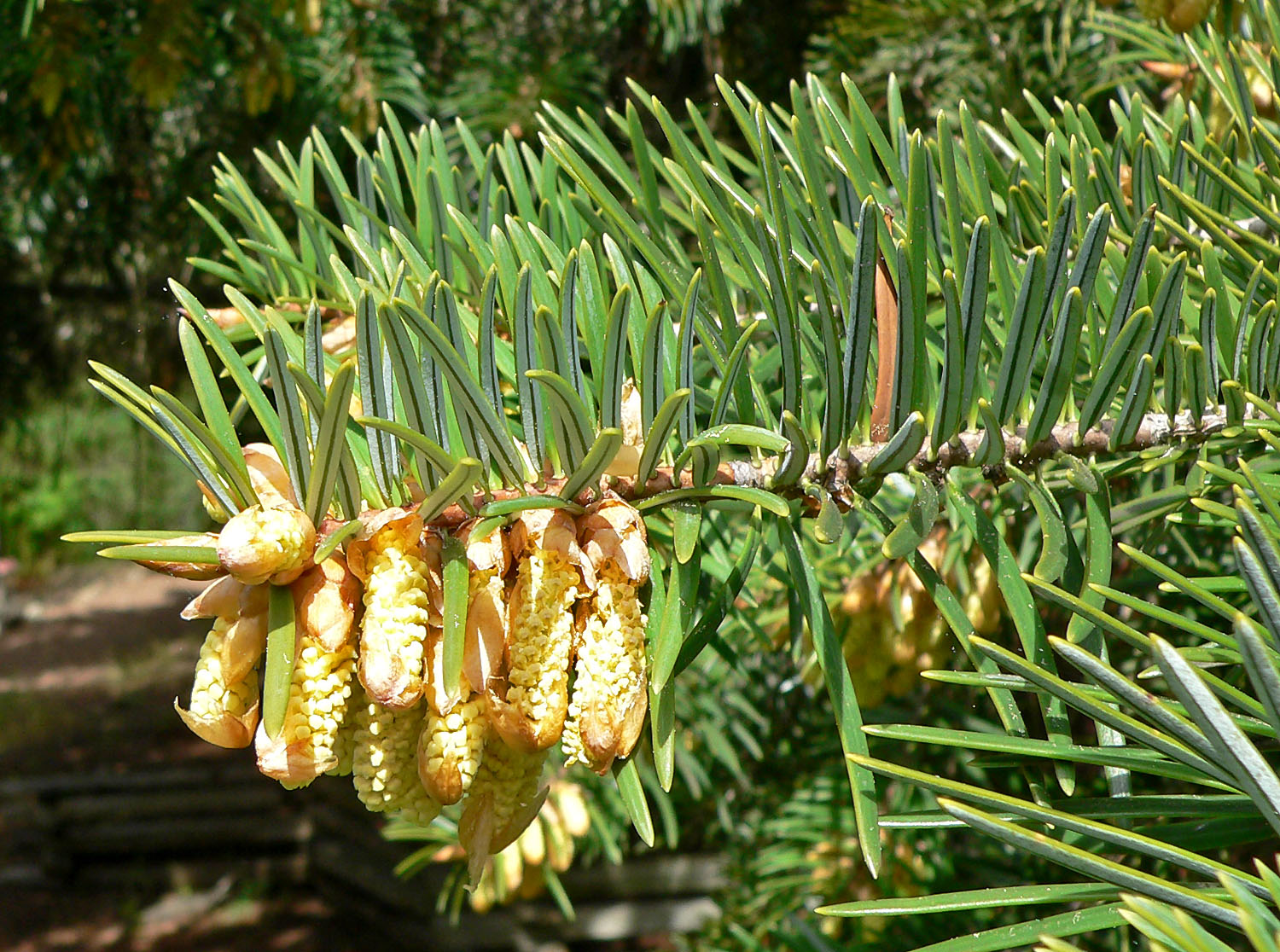
Jedle kalifornská, samčí šištice a jehlice na větvi.